# Jos Kuipers
Jos Kuipers (* 10. Dezember 1961 in Hoensbroek) ist ein ehemaliger niederländischer Basketballspieler.

## Laufbahn
Als Jugendlicher spielte Kuipers neben Basketball auch Fußball und Handball und betrieb Schwimmsport. Seine Basketballvereinslaufbahn begann bei Nepomuk St. Jan. Als 16-Jähriger gelang ihm der Sprung in die Herrenmannschaft. Kuipers begann ein Sportstudium.
1980 wechselte er zu EBBC Den Bosch, im selben Jahr gab er seinen Einstand in der A-Nationalmannschaft. 1983 gewann Kuipers mit Den Bosch die niederländische Meisterschaft, Ende Mai/Anfang Juni 1983 nahm er mit der Nationalmannschaft an der Europameisterschaft in Frankreich teil. Im selben Jahr machte er Hochschulmannschaften in den Vereinigten Staaten auf sich aufmerksam, als er mit der niederländischen Mannschaften in den USA Freundschaftsspiele bestritt. 1984 wiederholte er mit Den Bosch den Gewinn des Meistertitels. Der 2,04 Meter große Flügelspieler verließ 1984 sein Heimatland und ging zur Saison 1984/85 an die Fresno State University in den US-Bundesstaat Kalifornien. Bis 1986 bestritt der Niederländer 53 Spiele für Fresno State und erzielte im Schnitt 10,9 Punkte sowie 5 Rebounds je Begegnung.
Bei der Europameisterschaft 1985 in der BRD war Kuipers mit 14,7 Punkten je Begegnung bester niederländischer Korbschütze. Eine in der Saison 1985/86 erlittene Knieverletzung hinderte Kuipers, den Sprung in die Profiliga NBA zu versuchen. Während seiner Amerikazeit nahm der Niederländer an Wohltätigkeitsspielen teil, in der er auch gegen NBA-Spieler, darunter Michael Jordan und Magic Johnson, spielte.
Ab 1986 war Kuipers in seinem Heimatland wieder Mitglied von EBBC Den Bosch, nachdem sein Abstecher ins französische Nizza nach mehreren Wochen der Teilnahme am Mannschaftstraining beendet war. Im Sommer 1987 war er bei der EM in Griechenland zweitbester Werfer der Niederländer (14,9 Punkte/Spiel) hinter Rik Smits. 1987, 1988, 1993, 1996 und 1997 gewann er mit Den Bosch weitere Meistertitel. Er nahm mit der Mannschaft auch am Europapokal der Landesmeister teil, für Aufsehen sorgte der als guter Dreipunktwerfer bekannte Kuipers im Frühjahr 1988, als er in dem Wettbewerb gegen den französischen Vertreter EB Orthez 41 Punkte erzielte und im Laufe des Spiels sieben seiner elf Dreipunktwürfe traf.
Im Juni 1989 nahm Kuipers an seiner letzten Europameisterschaft teil, mit 12,8 Punkten je Einsatz war er dort drittbester niederländischer Korbschütze. Er bestritt insgesamt 109 Länderspiele. Seinen höchsten Punkteschnitt in der niederländischen Liga erreichte er 1994/95 mit 18,5 je Begegnung. 1998 beendete er seine Leistungssportlaufbahn.
Kuipers blieb im Berufsleben dem Basketballsport verbunden. Von 1993 bis 1996, also noch während seiner Spielerzeit, arbeitete er für den niederländischen Basketballverband, war unter anderem für die Basketballspielart 3-gegen-3 zuständig. 1996/97 war er Geschäftsführer des EBBC Den Bosch, von 1997 bis 2003 war Kuipers in Nord-Brabant bei der Sportstiftung SSNB für Vereine und Jugend zuständig. Von 2002 bis 2014 war er am Olympiastützpunkt Brabant tätig und dort unter anderem als Berater für den Spitzensport beschäftigt. Hernach arbeitete er unter anderem wieder für die Sportstiftung SSNB. Für den niederländischen Basketballverband war Kuipers ab 1996 als Lehrer bei Trainerfortbildungen sowie auf Verbands- und Vereinsebene als Trainer im Jugend- und Erwachsenenbereich tätig.